# Desperados (film)
Desperados (The Desperadoes) è un film western del 1943 diretto da Charles Vidor.

## Produzione
Alcuni esterni furono girati nello Johnson Canyon, nel Kanab Canyon, e nella città fantasma di Paria, nello Utah.

## Distribuzione
Il film fu distribuito negli Stati Uniti a partire dal 25 maggio 1943. In Italia uscì la prima volta nel 1948; fu ridistribuito nel 1958 col titolo La sfida dei desperados con un nuovo doppiaggio.

## Accoglienza

### Critica
(Leo Pestelli, Stampa Sera, 3 novembre 1948)